# Clarence Irving Lewis
Clarence Irving Lewis (Stoneham, 12 aprile 1883 – Menlo Park, 3 febbraio 1964) è stato un filosofo e logico statunitense.
Fondatore del pragmatismo concettuale, ha dato importanti contributi alla logica, all'epistemologia e all'etica.

## Biografia
Di umili origini (il padre lavorava in un calzaturificio), iniziò da giovane a lavorare per mantenersi agli studi presso l'Università di Harvard dove studiò logica con Josiah Royce e si laureò nel 1910.
In seguito, insegnò all'Università della California - Berkeley dal 1911 al 1919 e ad Harvard dal 1920 al 1953, presso la quale tenne un importante corso sulla Critica della ragion pura di Kant. Nel 1929 fu eletto all'Accademia americana delle arti e delle scienze.
Sposò Mabel Maxwell e ebbe due figli, David E. Lewis e Andrew K. Lewis, di professione sceneggiatori.

## Attività di ricerca
C. I. Lewis svolse attività di ricerca nell'ambito della logica modale e sulle nozioni di necessità e possibilità. Ideò i sistemi di logica modale S4 e S5, che divennero i sistemi di assiomi canonici della logica modale moderna.
La sua filosofia fu vicina a quella espressa da John Dewey nel volume intitolato Experiment and Nature.
Lewis affermò che la scelta di un sistema logico o filosofico avrebbe dovuto essere fatta secondo un criterio pragmatico e sviluppò un sistema logico opposto a quello dei Principia Mathematica di Russell e Whitehead, criticando la nozione di implicazione materiale.
Nel 1929 coniò il termine qualia nel suo libro Mind and the World Order, introducendolo così come termine tecnico filosofico.
Lewis influenzò il filosofo Nelson Goodman, in particolare nell'opera Ways of Worldmaking (del 1978). Nella sua prefazione, Goodman scrisse:
(Nelson Goodman, Manières de faire des mondes, 1978.)

## Opere
- (EN)  A Survey of Symbolic Logic, Dover, 1960 (1918).
- (EN)  Mind and the World‐Order, 1929.
- (EN)  An Analysis of Knowledge and Valuation, 1947.
- (EN)  The Ground and Nature of the Right, 1955.
- (EN)  Our Social Inheritance, 1957.